# 艾米·杜邦
艾米·杜邦（Aimé Dupont，1841年12月6日—1900年2月16日）是美国一位出生于比利时的雕塑师兼摄影师。摄影题材多为舞台摄影，并且是纽约大都会歌剧院的职业摄影师。

## 早年经历
艾米·杜邦出生于比利时布鲁塞尔，他的父亲M·杜邦（M. Dupont）是当时布鲁塞尔的一位摄影家。 毕业于比利时列日的一所矿业学校，在那里他学会了使用石料进行雕刻及为矿石拍照。毕业后，在法国巴黎被Maison Walery聘为摄影师的工作，同时在业余时间仍进行雕塑创作。19世纪70年代早期，开始在香榭丽舍大街开了一家主营摄影和雕塑的艺术工作室。 在此期间，他娶了在巴黎长大的美国人艾塔·格里尔（Etta Greer）。婚后，艾塔·格里尔（Etta Greer）冠夫性后改名为艾塔·格里尔·杜邦（Etta Greer Dupont）。
社会对艾米·杜邦的艺术成就有着较高的评价，并在1878年第3届巴黎世界博览会上获得过摄影金奖。他的雕塑「chevalier」也获得了法国荣誉军团勋章。 这一时期，他的代表作包括在尤利西斯·辛普森·格兰特执政时期，为美国驻法国大使馆制作了一个伊莱休·本杰明·沃什伯恩的半身像。

## 移民美国
由于1884年欧美经济恐慌导致一大批他的雕塑买主破产，艾米·杜邦的生意也变得难以为继。在妻子的建议下，夫妻二人一同搬到了纽约的哈莱姆社区开了一家摄影工作室，艾米·杜邦主管艺术创作，他的妻子主管财务，拍摄题材主要是明星照。这次创业令艾米·杜邦收获颇丰。1886年，他们将摄影工作室搬到了纽约曼哈顿中城第五大道574号。不久后，艾米·杜邦被纽约大都会歌剧院聘为职业摄影师。 这间新的工作室还经营雕塑业务，但主要收入来源依然是摄影。

## 艺术技巧
艾米·杜邦和他同时代的拿破仑·萨罗尼（Napoleon Sarony）一样，以能在作品中最大限度地减少创作对象的缺点而闻名，主要是通过视角实现。艾米·杜邦曾经用两位女模特向一群业余爱好者演示了这一点，女模特一位是瘦子、另一位是胖子。艾米·杜邦让两位模特面对面，前面的瘦女模特的手臂看起来和后面的胖女模特的手臂一样粗。他也擅长自然光的使用，并为他的工作室配备了银幕和反光镜，以最大限度地利用自然光。

## 中年及以后

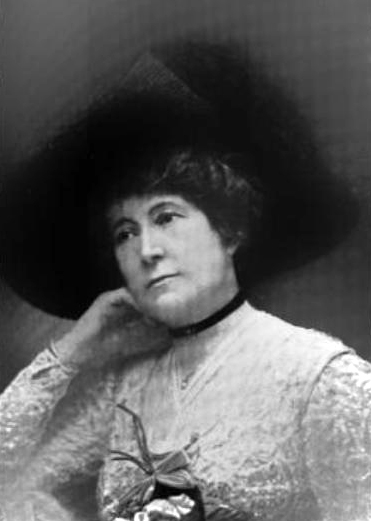
艾米·杜邦的妻子艾塔·格里尔·杜邦

19世纪90年代，艾米·杜邦患上了胃癌，这使得他无法继续工作下去。在这之前不久，他结识了美国女高音歌唱家艾玛·伊梅斯（Emma Eames）。艾米·杜邦患癌后，之前从未做过摄影工作的妻子艾塔·格里尔·杜邦接过了艾米·杜邦的摄影工作并成为了一位成功的商业摄影师。 艾米·杜邦于1900年2月16日病逝。
在这之后，他们的艺术工作室依然沿用“艾米·杜邦艺术工作室”（Aimé Dupont Studio）这个名字，他们的儿子阿尔伯特·杜邦（Albert Dupont）也成为了摄影师，并延续着之前的理念、维持了以前的水平。艾塔·格里尔·杜邦后又在美国罗德岛州新港开了一家新的艺术工作室，主要拍摄上流社会人士，并于同年夏天关闭了在纽约的艺术工作室。1906年，艾米·杜邦的老客户纽约大都会歌剧院开始聘请自有摄影师，再加上没有艾米·杜邦的艺术指导，使得工作室越来越不景气。1920年，艾塔·格里尔·杜邦走向破产。 她将艺术工作室变卖，“艾米·杜邦艺术工作室”（Aimé Dupont Studio）这个名字在新老板那里仍然沿用，并依然主营人像摄影，直至20世纪50年代。

## 摄影作品集

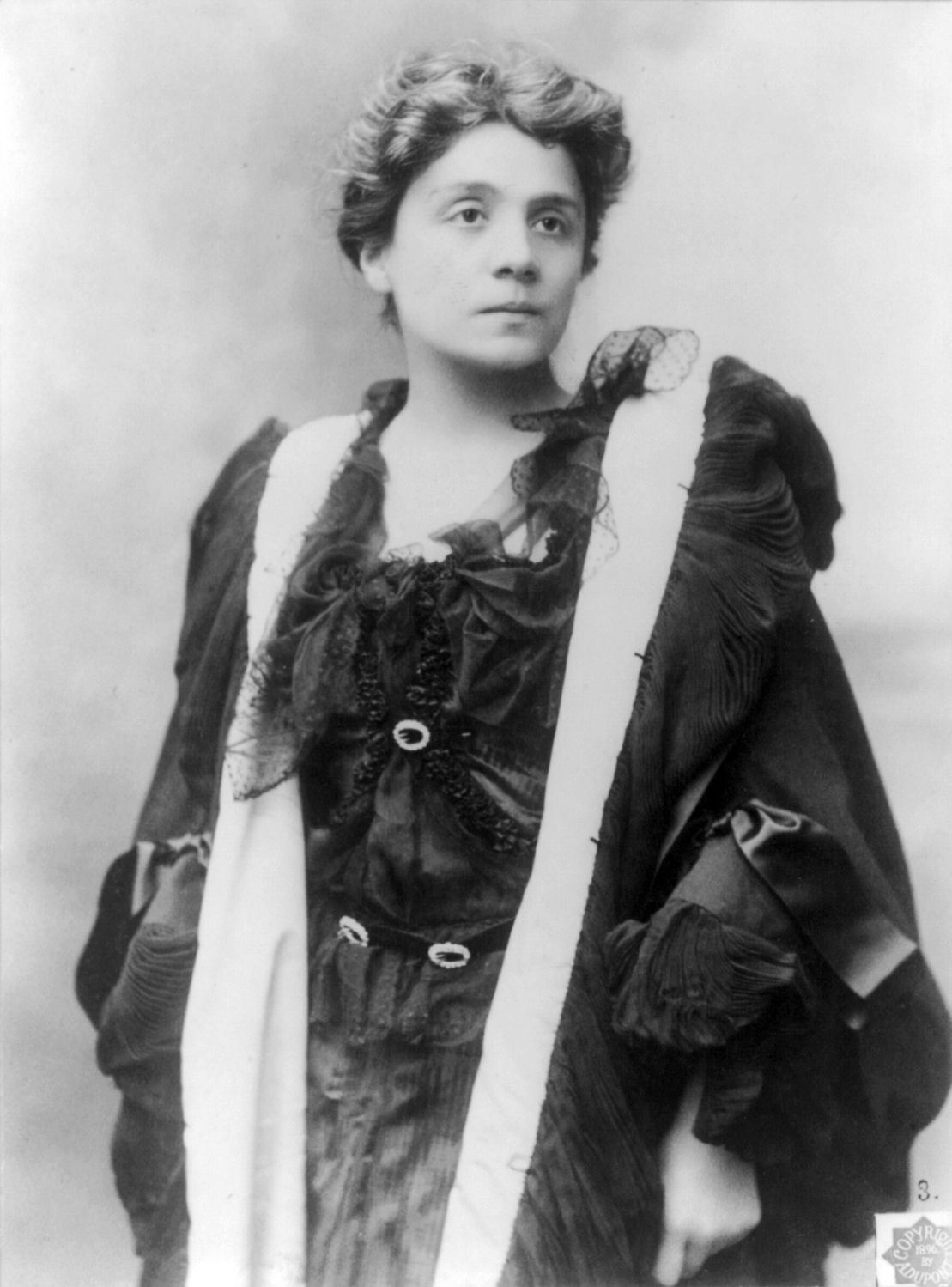
埃莱奥诺拉·杜斯（1890年）
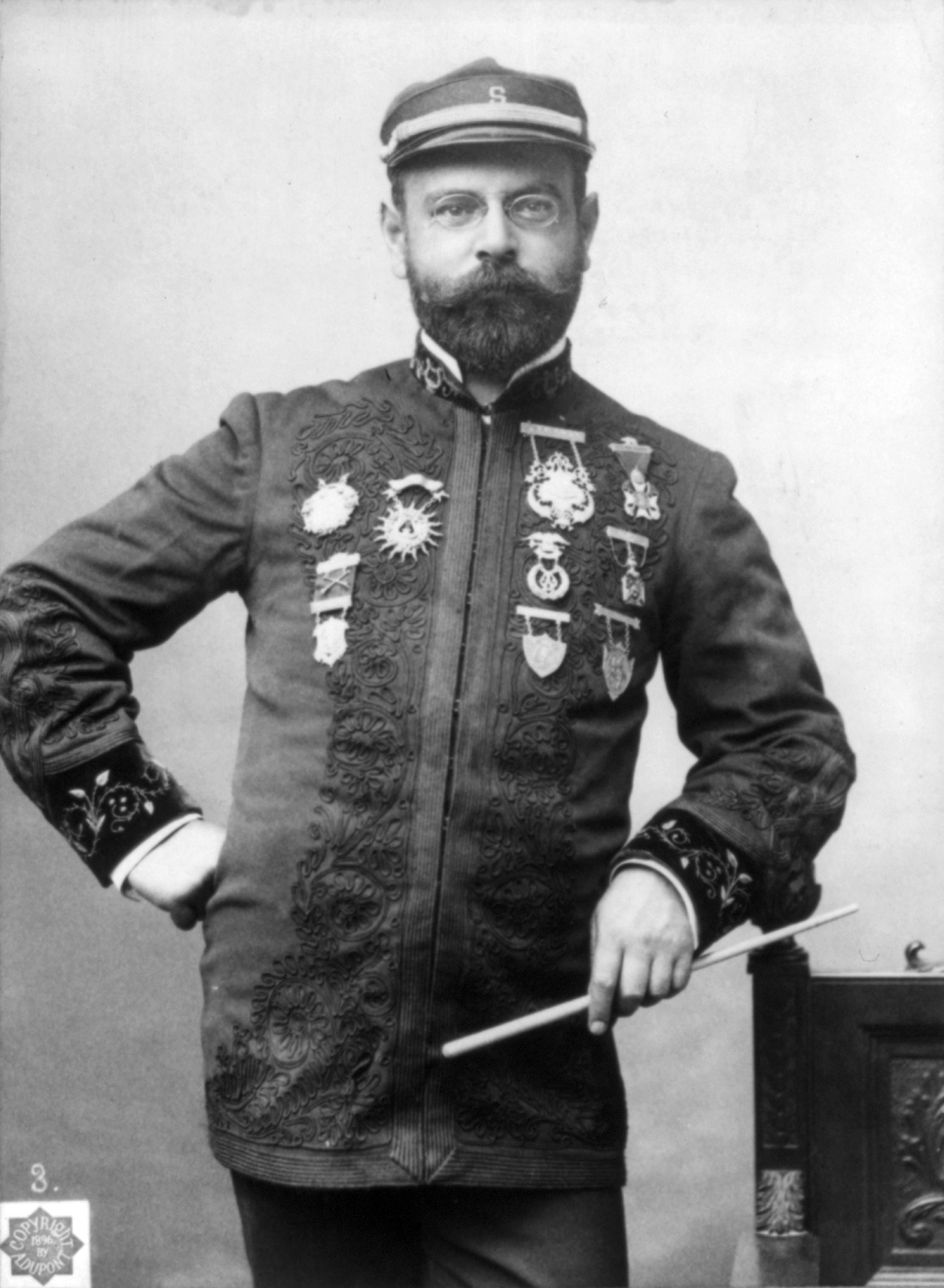
约翰·菲利普·苏萨（1896年）
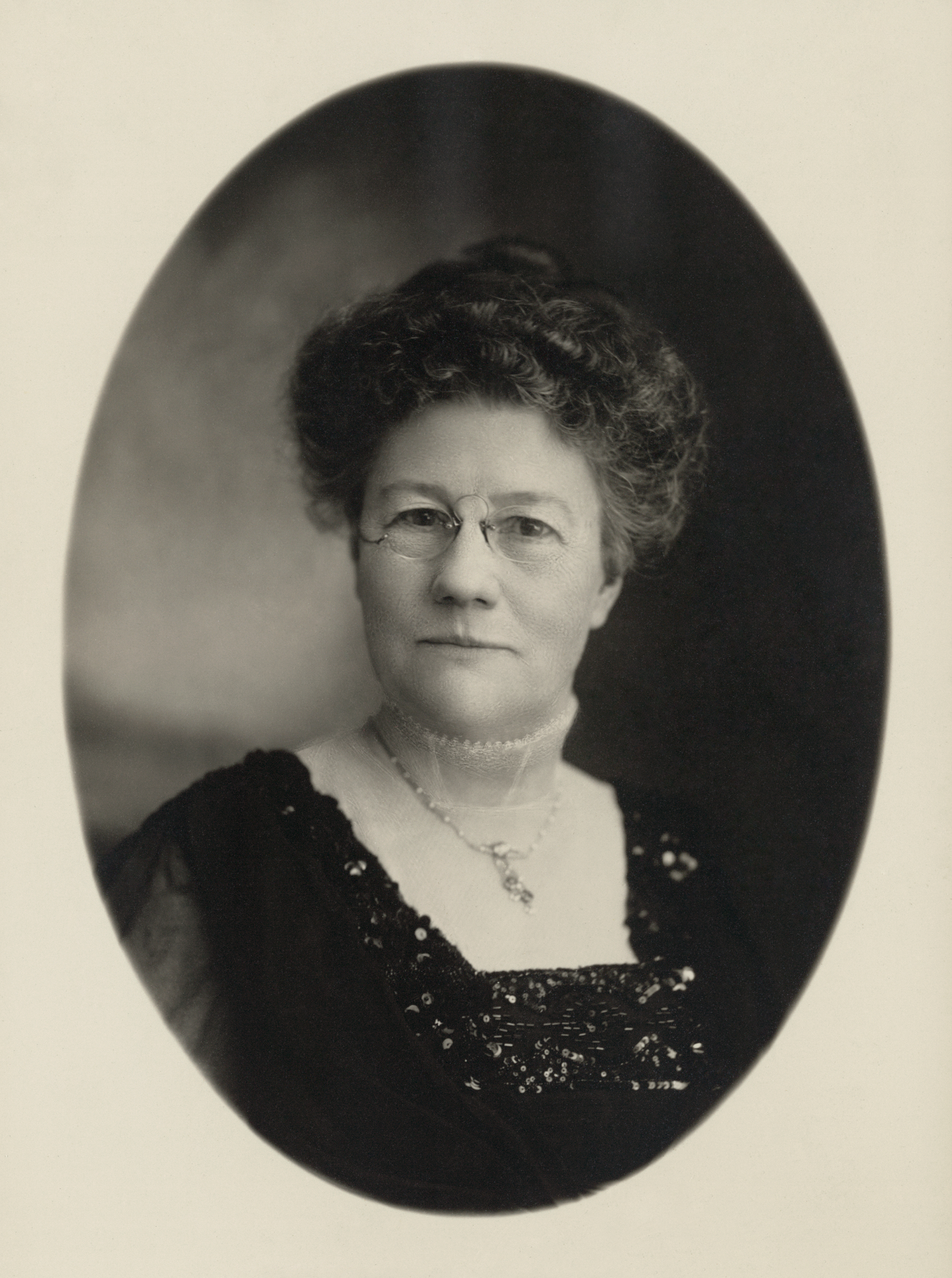
Ida Husted Harper, ca. 1910-20 (photo by Etta Greer or Albert Dupont)

## 外部連結
- 在Find a Grave上的艾米·杜邦